# 아르메니아의 경제
아르메니아의 경제는 2020년에 5.7%로 급격히 위축되었다. 이에 비해 2019년에는 7.6% 성장해 2007년 이후 가장 큰 성장률을 기록했고 2012년~2018년 GDP는 40.7% 성장했으며 자산 및 신용 익스포저 같은 주요 은행 지표는 거의 두 배가량 성장했다.
독립 전까지 아르메니아의 경제는 주로 화학, 전자제품, 기계, 가공식품, 합성고무, 섬유에 의존했다. 아르메니아 광산은 구리, 아연, 금, 납을 생산한다. 에너지의 대부분은 아르메니아 메트사모르 원자력 발전소의 가스와 핵 연료를 포함하여 러시아에서 수입된 연료로 생산된다. 주요 국내 에너지원은 수력 발전이다. 소량의 석탄, 가스, 석유는 아직 개발되지 않았다.
아르메니아의 심각한 무역 불균형은 국제 원조와 해외에서 일하는 아르메니아인들의 송금, 그리고 외국인 직접 투자로 어느 정도 상쇄되었다. 특히 에너지 분야에서 러시아와의 경제적 관계는 여전히 긴밀하다.
전 정부는 최근 몇 년간 조세, 관세 행정을 일부 개선했지만 아르메니아 공화당이 집권한 시기에는 반부패 조치가 시행되기 더 어려웠었다. 이는 2018년 아르메니아 혁명 이후 변화가 예상된다.

## 개요
옛 소련의 중앙 계획 체제 하에서 아르메니아는 원자재와 에너지를 대가로 공작기계, 직물, 기타 공산품을 자매국에 공급하는 근대 산업 분야를 발전시켰다. 1991년 12월 소련이 붕괴된 이후 아르메니아는 소련 시대의 대규모 농업 산업 단지에서 소규모 농업으로 전환했다. 농업 부문은 더 많은 투자와 업데이트된 기술에 대한 장기적인 요구가 있다. 아르메니아는 식품 수입국이며, 광물 매장량이 적다. 금과 보크사이트)이 적다. 아르메니아인이 지배하고 있던 나고르노카라바흐 지역을 둘러싼 아제르바이잔과의 분쟁과 구소련의 중앙집권적 경제체제의 붕괴는 1990년대 초반 심각한 경제 침체에 기여했다. 정치적 불안정과 전쟁 위협으로 아르메니아 경제는 발전할 기회가 없었다. 이 문제는 나고르노카라바흐에서 벌어진 제2차 전쟁 동안 극에 달했다. 전쟁은 9월 27일부터 11월 10일까지 44일간 지속되었고, 그 결과는 아르메니아 경제에 최악의 상황이었다. 전쟁이 끝난 후 아르메니아의 공적 부채는 GDP의 70%에 달했고, 이로 인해 경제는 더욱 취약해졌다.

## GDP 성장률 능가

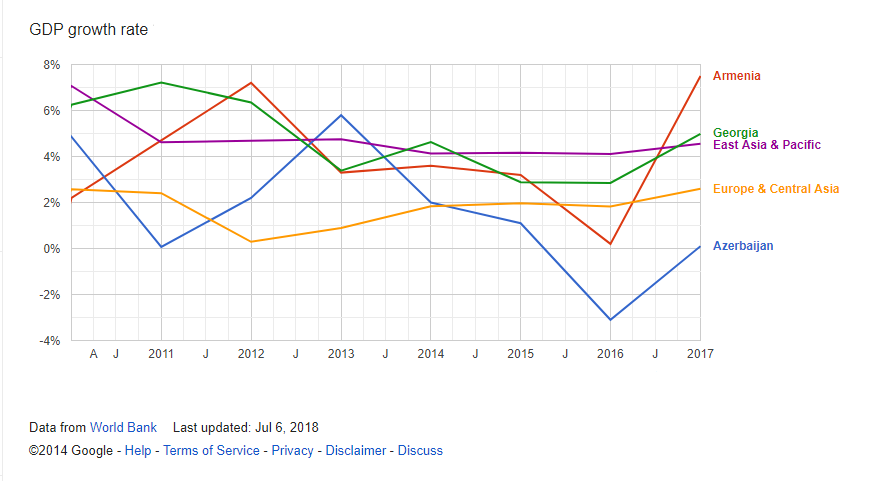
2010년~2017년 아르메니아 및 일부 인접 국가 및 일부 지역의 GDP 성장률

공식 예비 자료에 따르면 2019년 GDP는 2008년 이후 최대인 7.6% 성장했다.
1인당 GDP는 2018년에 약 4,280달러였으며 2019년에는 4604달러에 이를 것으로 예상된다. 1인당 GDP 면에서 IMF는 아르메니아가 2019년에 이웃 나라인 조지아를, 2020년에 이웃 나라인 아제르바이잔을 능가할 것으로 예상하고 있다.
아르메니아는 2018년 1월부터 6월까지 2017년 같은 기간에 비해 8.3%로 유라시아 경제 연합 국가 중 가장 높은 성장률을 기록했다.
앞서 아르메니아 경제는 2017년 7.5% 성장해 연간 115억 달러의 명목 GDP에 도달했고, 1인당 국민소득은 10.1% 성장해 3880달러에 달했다. 아르메니아는 2017년 유럽과 중앙아시아에서 1인당 GDP 성장률이 7.29%로 두 번째로 높았다.
아르메니아 GDP PPP(현재의 국제 달러로 측정)는 2000년~2017년 동안 1인당 총 316%의 성장률을 기록했으며, 이 기준으로는 세계 6위이다.
국내총생산(GDP)은 2012년~2018년 40.7% 성장했고, 자산 및 신용 익스포저 등 주요 은행지표가 두 배 가까이 증가했다.

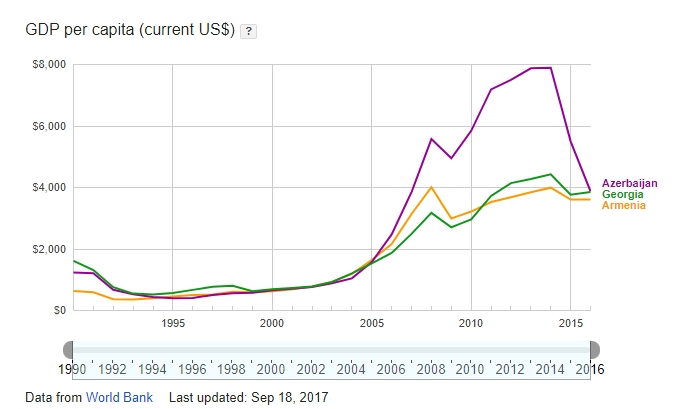
아르메니아, 아제르바이잔, 조지아의 1990년~2016년 1인당 GDP, 세계은행 데이터

## 2020년 경제 침체
아르메니아 경제는 2020년에 저조한 실적을 거두었고, 몇 년간의 연속 성장 이후 위축되었다. 이 같은 하락세는 여러 가지 원인이 복합적으로 작용했기 때문이다. 가장 크게 기여한 두 가지 요인은 코로나19 범유행과 제2차 나고르노카라바흐 전쟁이다. 2020년 상반기에 아르메니아 경제는 코로나19 범유행과 싸우기 위해 시행된 경제 제한에 의해 부정적인 영향을 받았다. 이러한 제한은 가정에서의 체류, 실내 사회적 거리두기, 마스크 착용을 포함했다. 이러한 제한은 기업에 부정적인 영향을 미쳤다. 세계은행에 따르면, 개인 소비는 2020년 첫 6개월 동안 9% 감소했다. 이러한 소비자 소비 감소는 코로나19의 확산을 막기 위한 목적으로 집에 머무르기 때문이다. 그러나 손실된 임금을 상쇄하기 위한 정부의 상당한 지원이 없다면 인플레이션은 2020년 한 해 동안 4% 이상으로 상승했다.
아제르바이잔에 대한 아르메니아의 방어전은 궁지에 몰린 니콜 파시냔 총리가 서명한 11월 10일 문서에 의해 종결되었다. 이 문서는 이후 카라바흐 지역의 아제르바이잔 점령을 허용했다. 이 점령으로 인해 10만 명이 넘는 아르메니아인들이 그들의 집과 사업체를 떠나야만 했다. 전쟁 초기에는 중앙 정부가 국가를 동원했다. 민간 사업자는 마스크와 군사 장비를 생산하면서 공기업으로 전환되었다. 많은 공장들이 민간에서 공공으로 전환되었고, 이것은 국가의 경제 생산에 부정적인 영향을 미쳤다.
국내총생산(GDP) 성장은 2021년 중간인 3.4%를 회복하고 2022년에는 4.3%까지 증가할 것으로 예상된다. 경제가 2023년까지는 코로나 이전 수준으로 돌아가지 않을 것이기 때문에 회복은 완만할 것이다. 전문가들은 2021년에 추가적인 봉쇄와 제한을 승인하지 않을 것이다. 비록 백신 접종의 속도가 점차적으로 증가하지만, 전문가들은 2022년까지 인구의 대다수를 면역시킬 것으로 예상하지 않는다.

## 경제의 주요 부문

### 농업

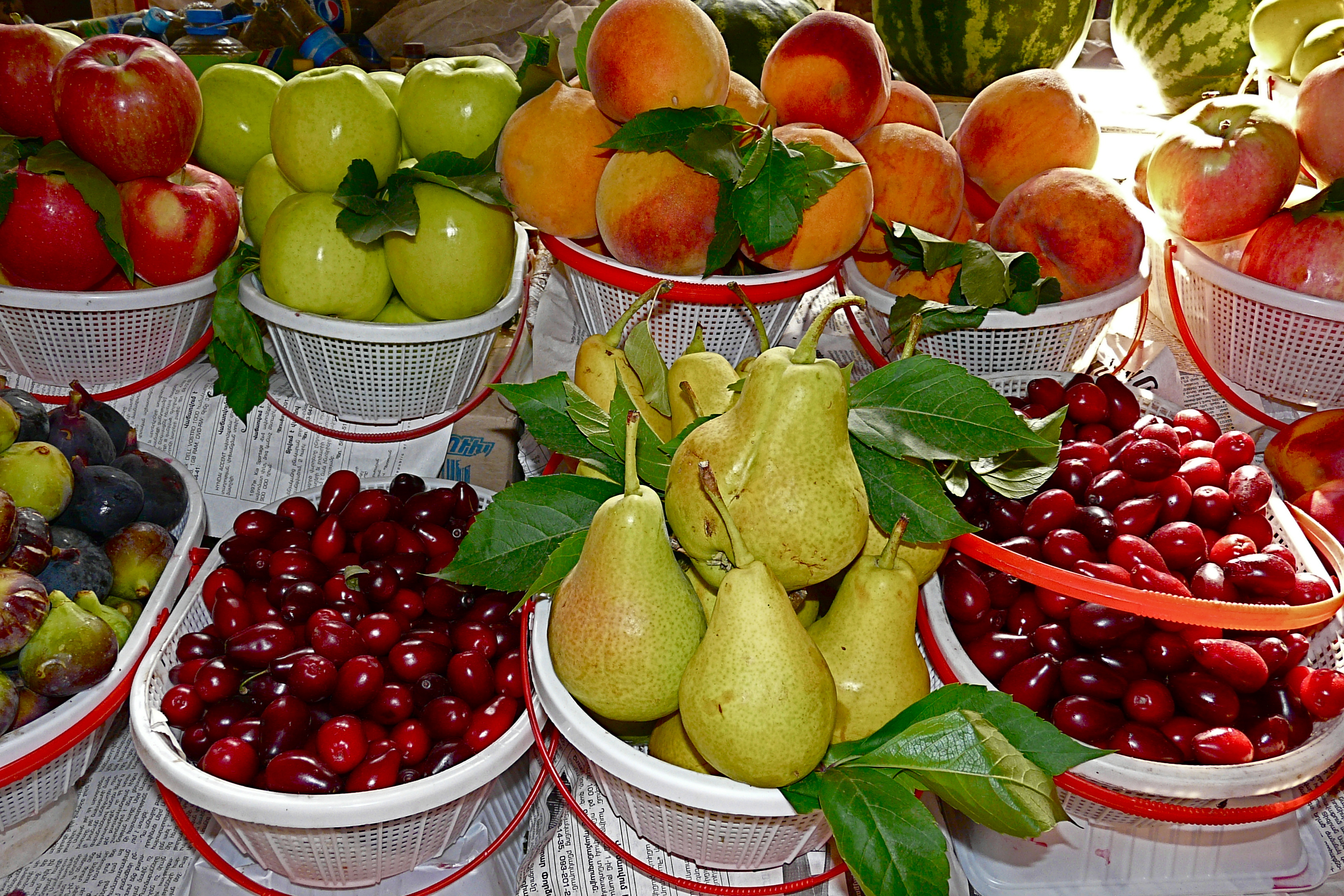
예레반의 시장에서 판매되는 코넬 체리, 무화과, 배, 복숭아, 사과는 아르메니아의 농산물에 속한다.

2010년 기준으로 농업 생산은 아르메니아 GDP의 평균 25%를 차지하고 있으며, 2006년에는 아르메니아 GDP의 약 20%를 농업 부문이 차지하고 있다.
아르메니아의 농업 생산량은 2010년 1월부터 9월까지 17.9% 감소했다. 이는 악천후, 정부의 경기부양책의 부족, 그리고 WTO 요건에 따라 아르메니아 정부의 농업 보조금 감소의 지속적인 영향 때문이었다. 또한 세계은행에 따르면 아르메니아의 GDP에서 농업이 차지하는 비율은 2012년까지 약 17.9%에 머물렀다. 그리고 2013년에 이미 18.43%로 그것의 비중이 약간 더 높았다. 이후 2013~2017년에는 감소 추세가 나타나 2017년에는 약 14.90%에 이르렀다. GDP에서 농업이 차지하는 비중을 이웃 국가(조지아, 아제르바이잔, 터키, 이란)와 비교해 보면 아르메니아가 가장 높은 비율을 차지하고 있음을 알 수 있다. 2017년 기준으로 농업의 GDP 기여도는 6.88, 5.63, 6.08, 9.05이다.

### 광업

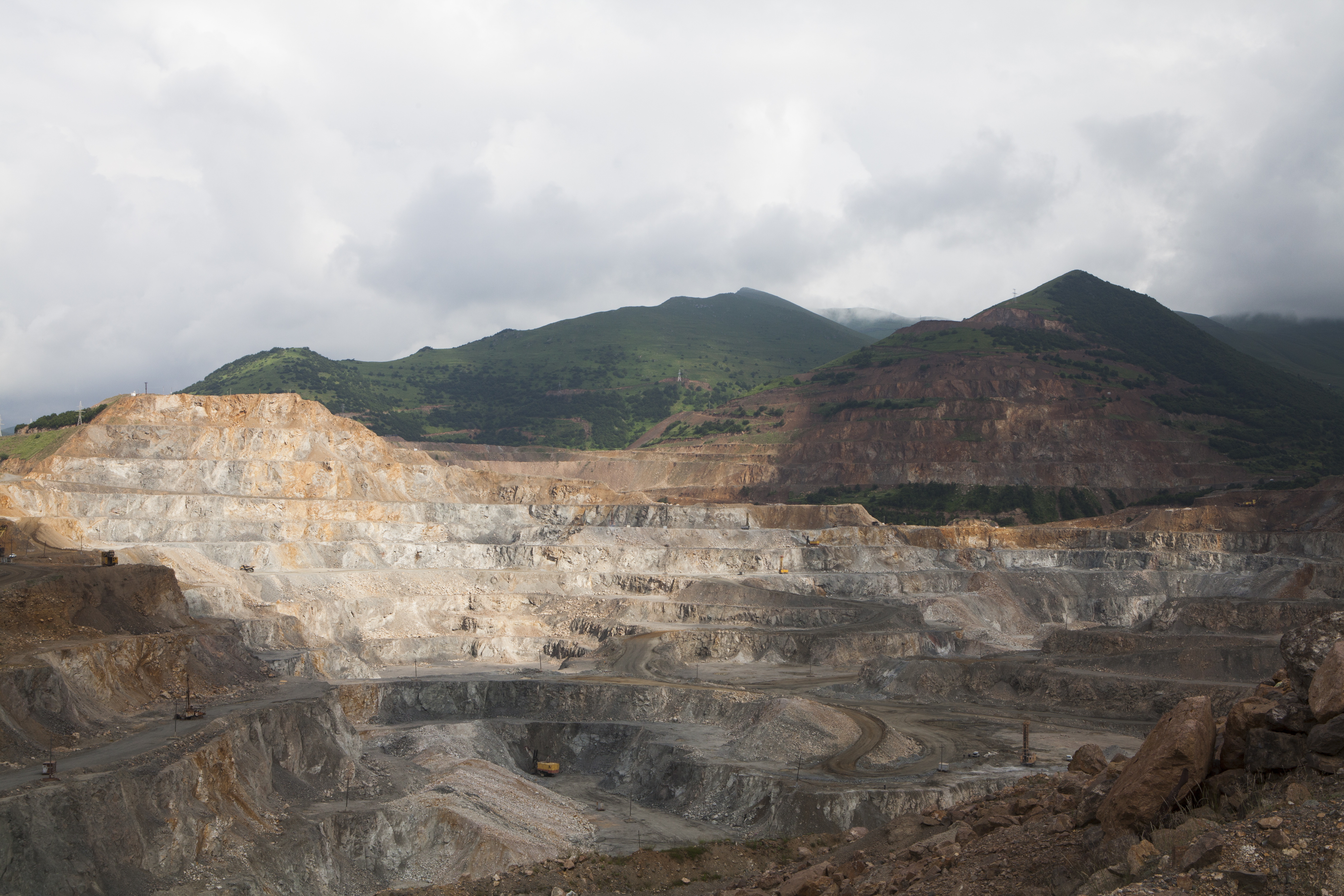
아르메니아 최대 광산인 남부 카자란 구리 몰리브덴 광산

2017년 광공업 생산량은 현재 가격으로 14.2% 증가한 1,720억 AMD로 아르메니아 GDP의 3.1%를 차지한다.
2017년 광물(귀금속과 석재 제외) 수출은 46.9% 증가했고, 전체 수출의 30.1%를 차지하는 6억 9200만 달러였다.

### 건설 부문
2019년 9월 부동산 거래 건수는 2018년 9월 대비 36% 증가했다. 또한 2019년 9월 예레반 아파트 1㎡의 평균 시장가치는 2018년 9월 대비 10.8% 상승했다.
2017년에 건설 생산량은 2.2% 증가하여 4,160억 AMD가 되었다.
아르메니아는 2000년대 후반에 건설 붐을 겪었다. 통계청에 따르면, 아르메니아의 건설 부문 호황은 2007년 첫 8개월 동안 아르메니아 GDP의 약 20%를 창출했다. 세계은행 관계자에 따르면, 2009년 아르메니아 경제의 30%가 건설 부문에서 발생했다고 한다.
그러나 2010년 1월부터 9월까지 이 부문은 전년 동기 대비 5.2% 감소했으며, 시빌리타스 재단에 따르면 이는 엘리트 시장을 기반으로 한 부문이 지속 불가능하다는 것을 나타내며, 중위 또는 낮은 예산에 대한 제품이 거의 없다. 이러한 감소는 정부의 경기부양책의 중요한 요소가 진행 중인 건설 프로젝트의 완성을 지원하는 것이라는 사실에도 불구하고 발생한다.

### 에너지
2017년 전력 발전량은 6.1% 증가하여 78억 KWh를 기록했다.

### 산업
2017년 산업 생산량은 연간 12.6% 증가하여 1,610억 AMD가 되었다.
산업 생산은 2010년 1월부터 9월까지 전년대비 평균 10.9%의 성장률을 보이며 비교적 긍정적인 모습을 보였다. 통계청에 따르면, 2007년 1월부터 8월까지 아르메니아의 산업 부문은 국가 GDP의 가장 큰 기여자였지만, 산업 생산은 매년 1.7% 증가하는 데 그쳐 대체로 정체 상태에 있었다. 2005년에 아르메니아의 산업 생산량은 GDP의 약 30%를 차지했다.

### 서비스 부문
2000년대 들어 건설업과 함께 서비스업이 최근 아르메니아의 높은 경제성장률을 견인한 원동력이기도 하다.

## 금융 시스템

### 외채
2019년 아르메니아 정부는 약 4억 9천만 달러의 신규 대출을 받아 공공 부채를 약 75억 달러로 늘릴 계획을 세웠다. 그 중 69억 달러가 조금 넘는 금액이 정부의 부채가 될 것이다.
GDP 대비 60.0%에 육박하던 공공부채 비율은 2018년에 전년 대비 약 3%포인트 감소했고 2018년 말 55.7%에 그쳤다.
2019년 말 정부의 공적 부채는 69억 4천만 달러로 GDP의 50.3%를 차지한다.
2019년 3월 국가채무는 5억4800만 달러로 1년 전보다 8,650만 달러(약 2%) 줄었다.
다른 소식통들은 아르메니아의 부채가 2018년 9월 108억 달러로 추정하며, 여기에는 비상장 부채도 포함될 수 있다.
2018년 GDP 대비 부채 비율은 55.7%로 2017년 58.7%보다 낮아졌다.
아르메니아는 2018년 국가 재정 규칙을 개정해 국내총생산(GDP)의 40·50·60% 수준에서 공공부채 허용 문턱을 정하는 동시에 자연재해, 전쟁 등 불가항력적인 상황이 발생할 경우 정부가 이 문턱을 넘을 수 있도록 했다.
부채는 2016년에 8억6350만 달러, 2017년에 8억3250만 달러 증가했다. 2008년~2009년 심각한 경기 침체로 빠졌던 세계 금융 위기 전까지 총 19억 달러였다.

### 국가 통화 환율
통계청은 매년 공식 기준 환율을 발표한다.

### 인플레이션
2019년 국제 통화 기금(IMF)은 인플레이션을 주변국보다 낮은 1.7%로 전망했다.
아르메니아 정부는 2019년 인플레이션을 2.7%로 예상하고 있다.

## 같이 보기
- 아르메니아 증권거래소
- 유라시아 경제 연합